# Phare du cap San Antonio (Cuba)
Ne pas confondre avec le phare du cap de San Antonio (Espagne) sur le cap de la Nao, province d'Alicante en Espagne ; ni avec le phare du cap San Antonio, province de Buenos Aires  en Argentine.
Le phare du cap San Antonio (en espagnol : Faro de Cabo San Antonio) ou phare de Roncali est un phare actif situé sur le cap San Antonio de la péninsule de Guanahacabibes, dans la province de Pinar del Río, à l'extrême ouest de l'île à Cuba.
Le cap San Antonio fait partie de la réserve de biosphère de la péninsule de Guanahacabibes et du parc national de Guanahacabibes.

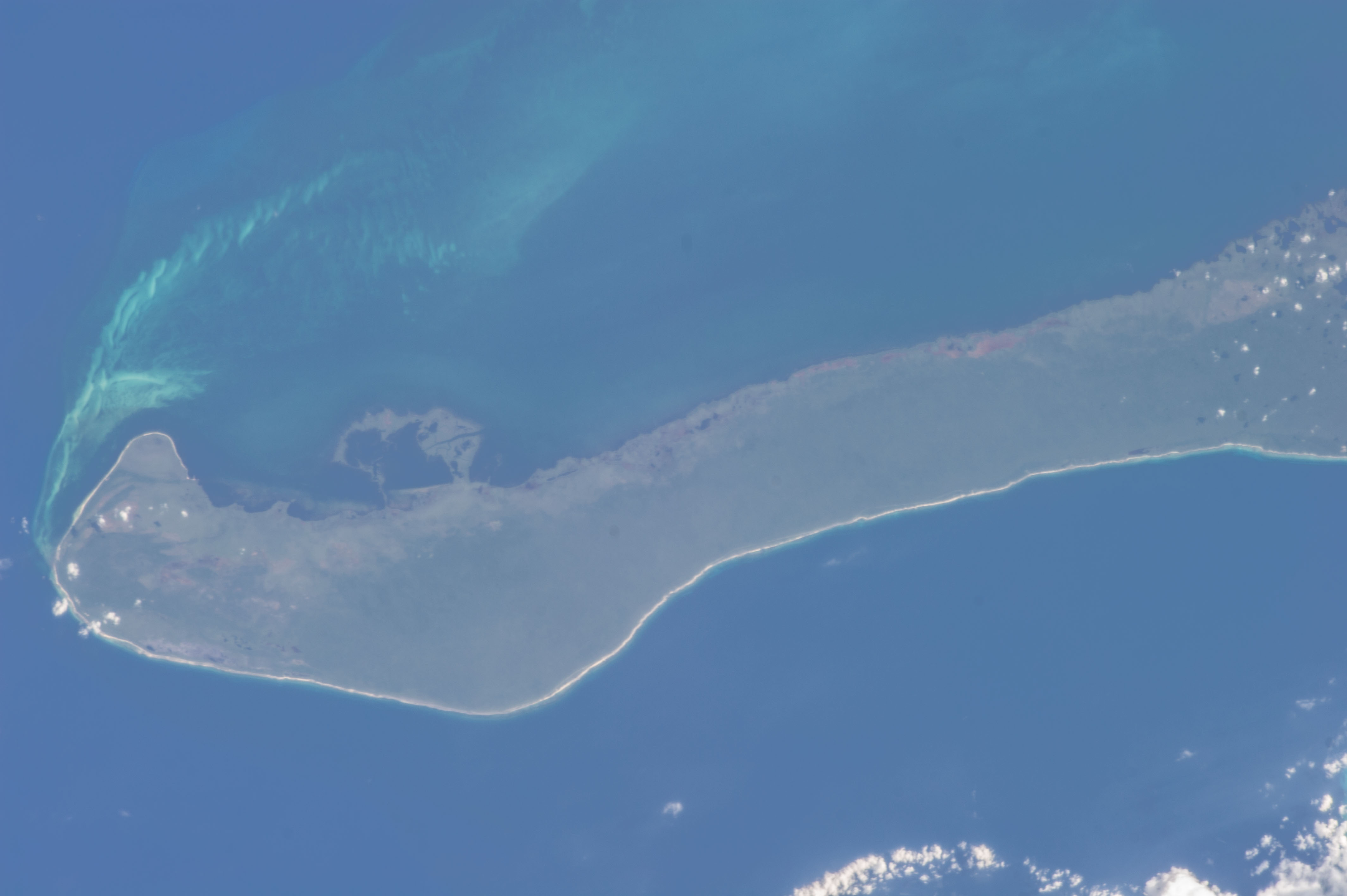
Cap San Antonio

## Histoire
La station de signalisation maritime date de 1850. Le phare est appelé faro de Roncali (ce nom est peint sur sa face tournée vers la mer), d'après le capitaine général Federico Roncali (1809-1857), alors gouverneur espagnol de Cuba, qui a ordonné sa construction sur une proposition du Conseil des travaux publics. 

Selon la légende, avant sa construction, les marins étaient guidés par un arbre gigantesque qui poussait dans la région ; mais ce repère n’était pa visible pendant les tempêtes, ni la nuit, et les accidents étaient fréquents.
Le phare est déjà indiqué sur une carte espagnole de 1834 mise à jour en 1854.

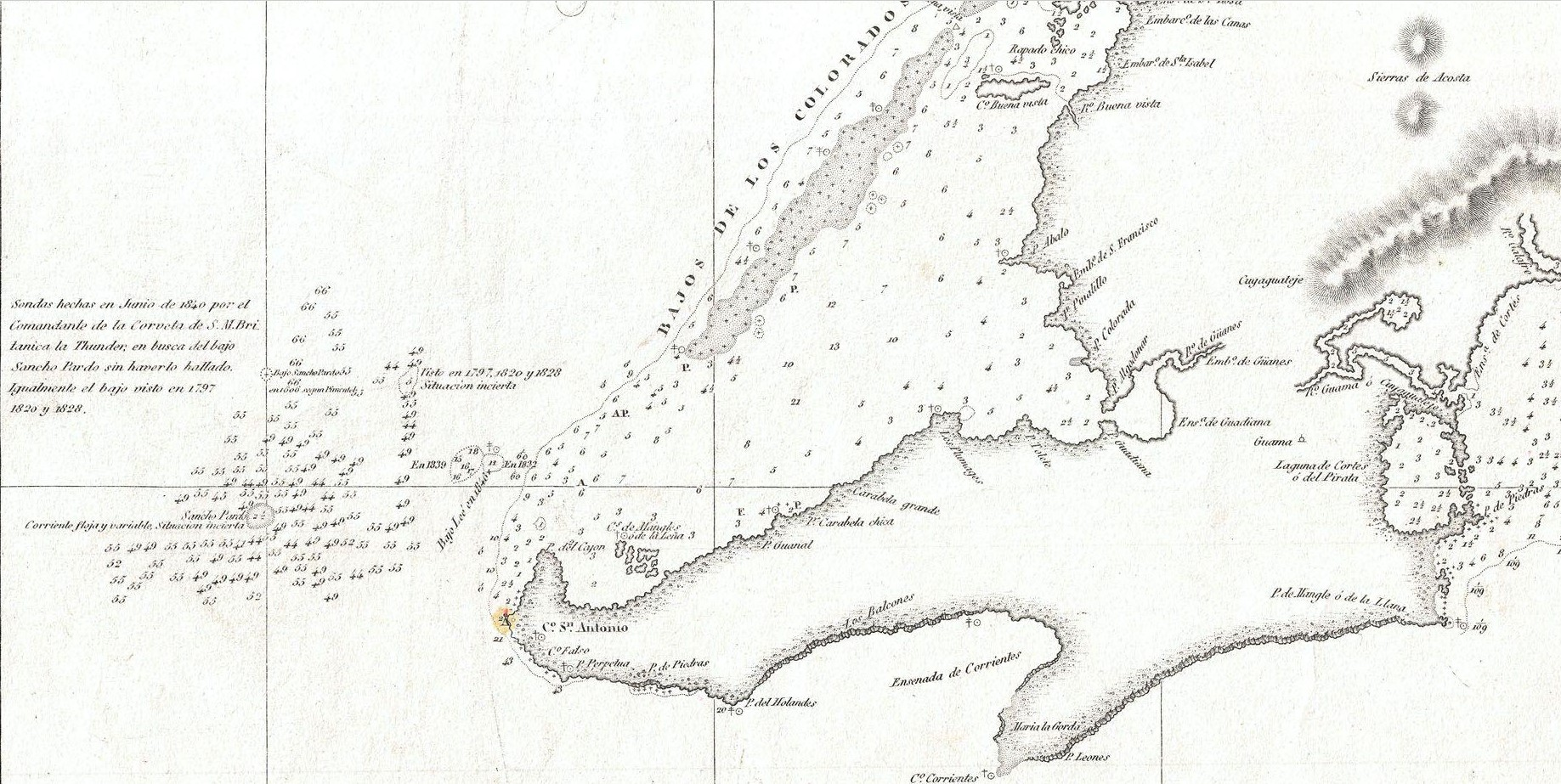
Carte de la péninsule de Guanahacabibes montrant le phare du cap San Antonio

C'est un phare important, historique et bien préservé. Une maison du gardien d'un étage se trouve juste à côté. Le phare est situé à l'extrémité ouest de l'île, surplombant le canal du Yucatán. Selon l'Organisation hydrographique internationale (International Hydrographic Organization), le cap San Antonio - et donc son phare - marque la séparation entre la mer des Caraïbes au sud et le golfe du Mexique au nord.
En 2020 le phare a reçu le prix national de restauration et de conservation, un prix annuel décerné par le Conseil national du patrimoine culturel (via la Commission provinciale des monuments de Pinar del Rio).

## Description
Ce phare est une tour cylindrique en maçonnerie à claire-voie de 23 m de hauteur, avec une galerie et une lanterne. La tour est peinte en blanc,. Ses six étages sont reliés par un escalier interne en fer de 72 marches.
Il émet, à une hauteur focale de 31 m, deux éclats blancs par période de 10 secondes, pour 8 secondes d'obscurité. Lors d’ouragans, il reste allumé 24 heures par jour. Sa portée est de 22 milles nautiques (environ 41 km).
Identifiant : ARLHS : CUB-017 ; CU-0001 ; Institut hydrographique du Royaume-Uni : J4820 ; NGA : 110-12436.
Une salle du phare a été transformée en musée, ouvert au public en 2000. Y sont présentés des documents et objets liés à la construction du phare, des photos du phare depuis sa construction, des objets datant des époques aborigène, coloniale et néocoloniales. La pièce a été restaurée quelques années plus tard par le musée municipal de Sandino et l'agence d'Aide à la navigation.

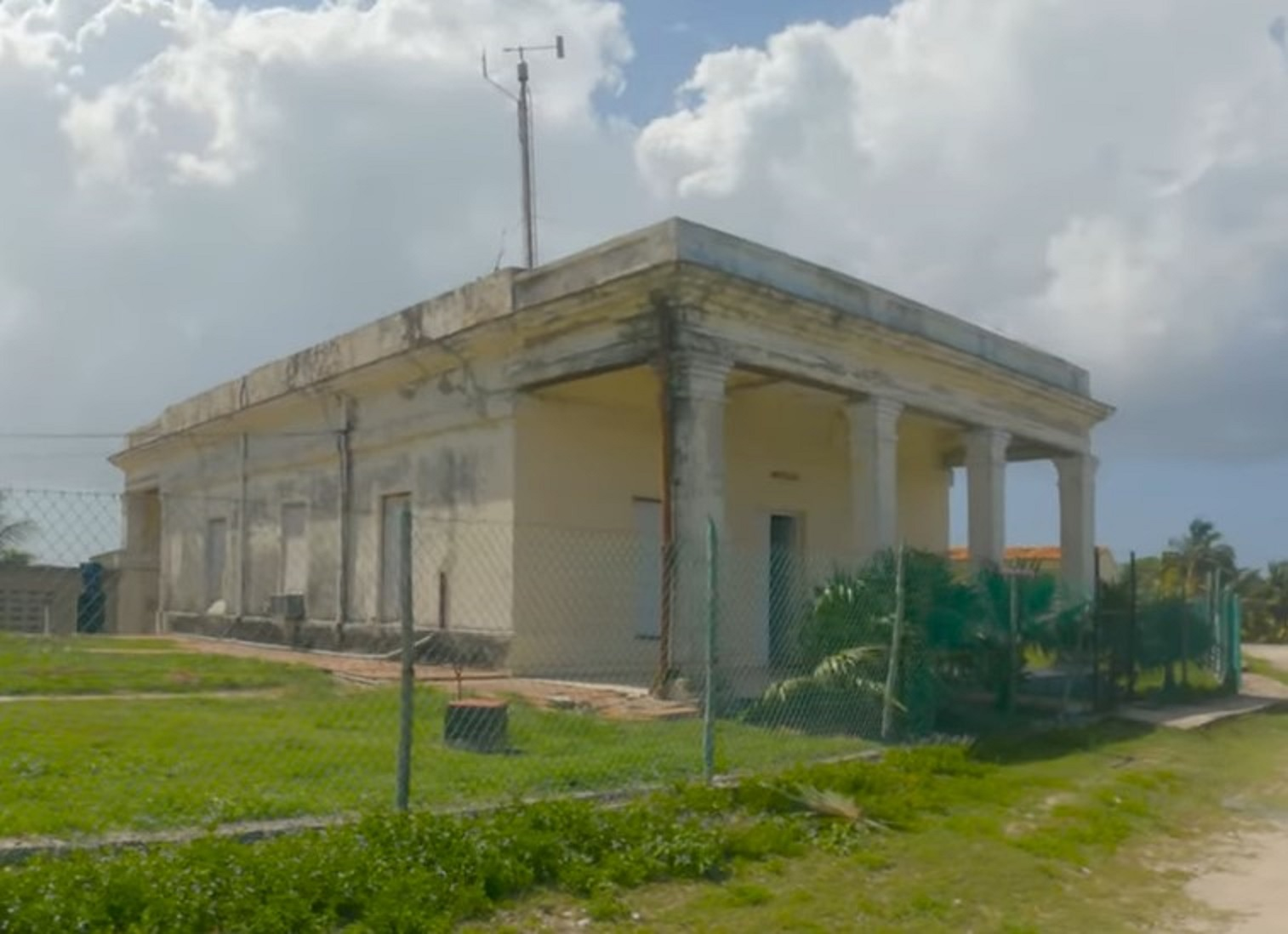
Maison du gardien
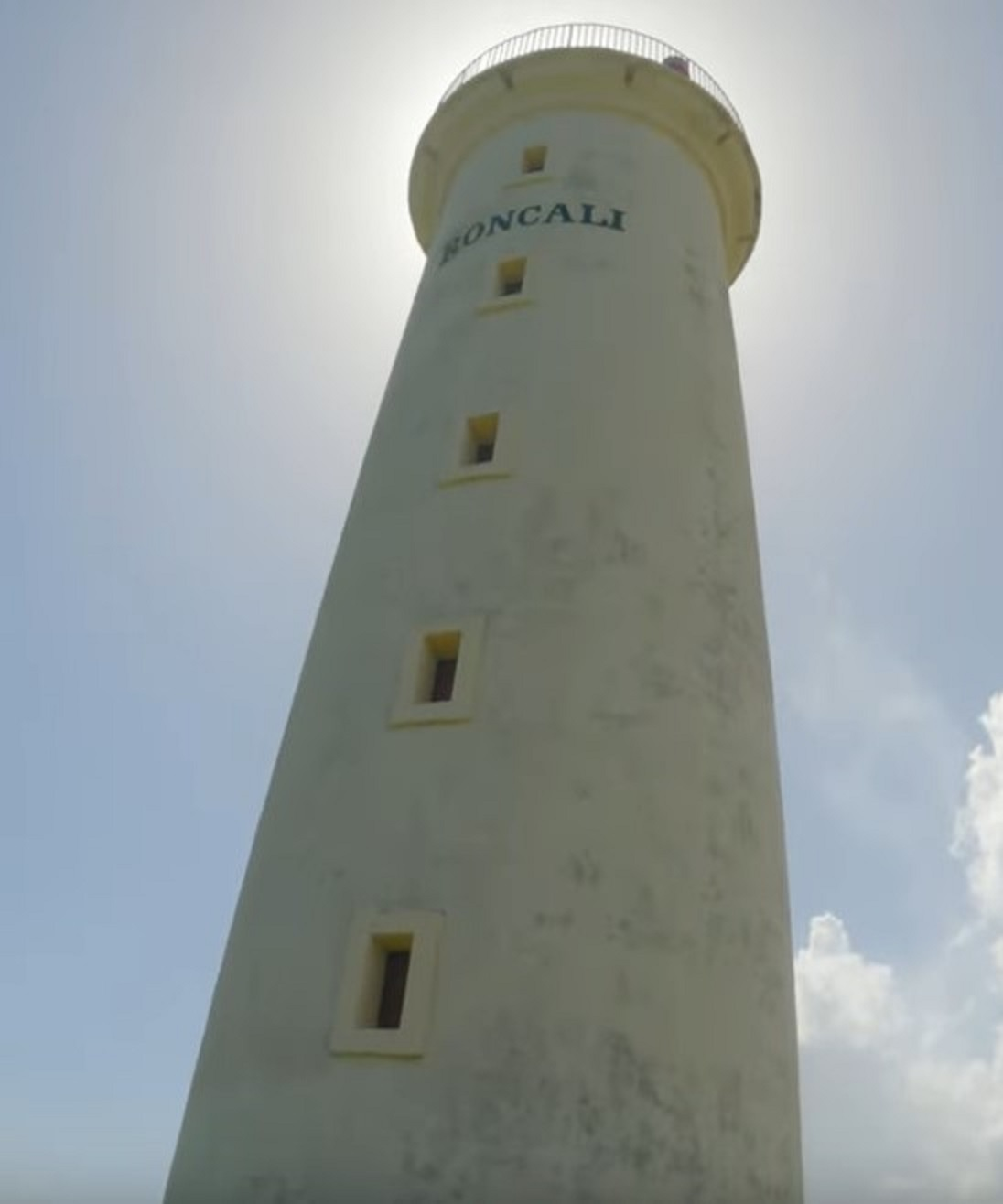
Face à la mer
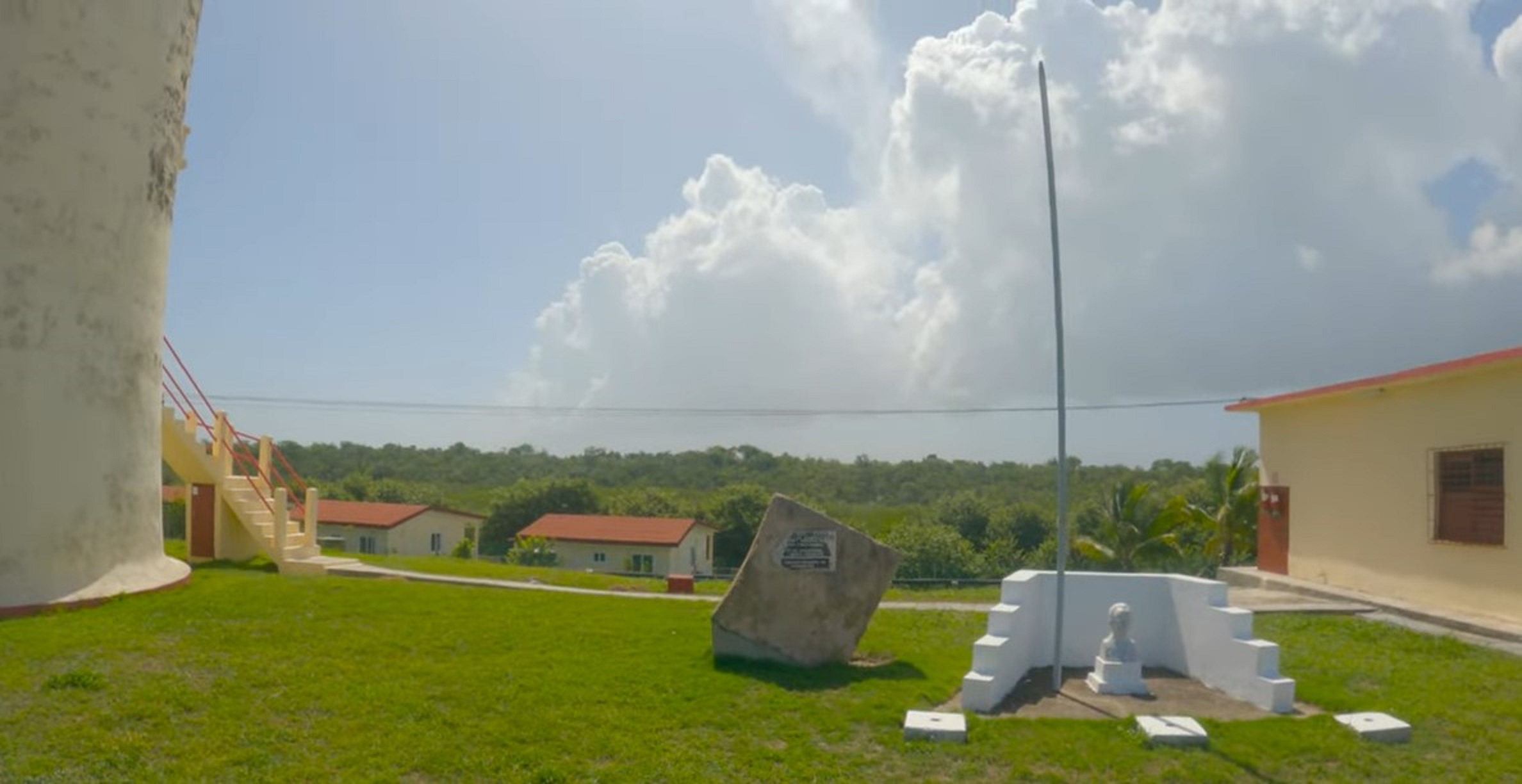
Mémorial

### Lien connexe
- Liste des phares de Cuba